# Parzival

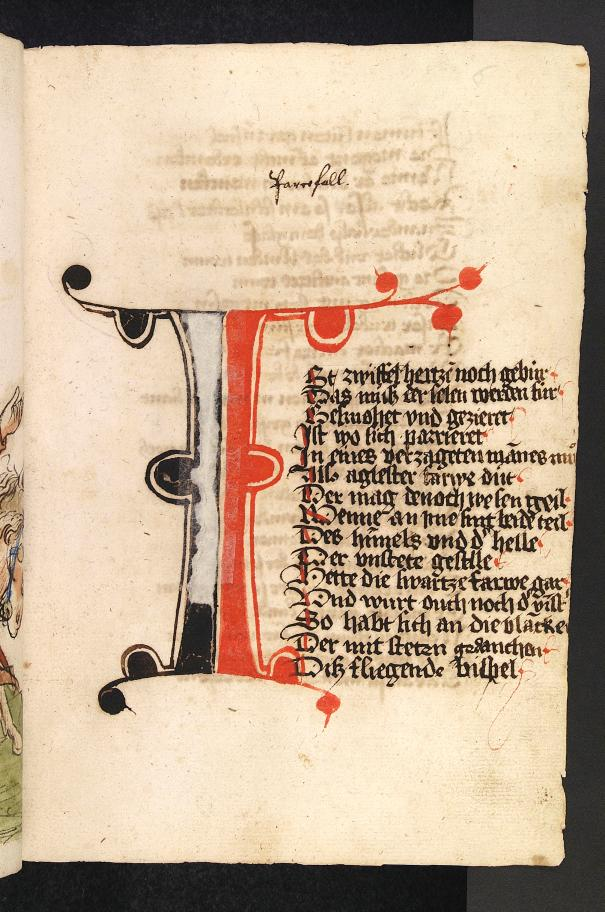
Wolfram, Parzival 1,1ff (Prolog) – Ist zwiffel hertzen noch gebur ... (Heidelberg, Cod. Pal. germ. 339, fol. 6r)

Parzival ist ein Versroman der mittelhochdeutschen höfischen Literatur von Wolfram von Eschenbach, der zwischen 1200 und 1210 entstand. Das Werk umfasst etwa 25.000 paarweise gereimte Verse und wird in den modernen Ausgaben in 16 Bücher gegliedert.
In kunstvoll verzahnten Handlungssträngen einer Doppelromanstruktur werden die Aventiuren erzählt, die abenteuerlichen Geschicke zweier ritterlicher Hauptfiguren – einerseits die Entwicklung des Titelhelden Parzival (von altfranzösisch Perceval) vom Unwissenden im Narrenkleid zum Gralskönig, andererseits die gefahrvollen Bewährungsproben für den Artusritter Gawain.
Thematisch gehört der Roman zur sogenannten Artusepik, wobei die Aufnahme Parzivals in die Tafelrunde des legendären britischen Königs nur als Durchgangsstation der Gralssuche erscheint, doch dann zur Voraussetzung seiner Bestimmung als Gralskönig wird.
Der Stoff wurde literarisch, aber auch in der Bildenden Kunst und in der Musik vielfach bearbeitet; die nachhaltigste Wirkung erreichte Richard Wagners Adaption für das Musiktheater mit seinem Bühnenweihfestspiel Parsifal (Uraufführung 1882).

## Thema
Der Parzival-Stoff behandelt komplexe Themengebiete. Es geht um das Verhältnis von Gesellschaft und Weltferne, die Gegensätze zwischen Männerwelt und Frauenwelt, die Spannung zwischen der höfischen Gesellschaft und der spirituellen Gemeinschaft der Gralshüter, um Schuld im existenziellen Sinn, Minne und Sexualität, Erlösungs-, Heils-, Heilungs- und Paradiesesphantasien. Aufgegriffen wird nach psychologischem bzw. psychoanalytischem Fokus die Entwicklung des Protagonisten von seiner Selbstbezogenheit zur Empathiefähigkeit und zum Ausbruch aus der engen Dyade mit Parzivals Mutter Herzeloyde. Parzival ist zunächst ein Ignorant und Sünder, der im Handlungsverlauf zu Erkenntnis und Läuterung gelangt und bei seinem zweiten Besuch auf der Gralsburg Munsalvaesche den Makel des Frageversäumnisses (der mitleidbezeugenden Frage nach dem Leiden seines Onkels, des Gralskönigs) wiedergutmachen kann. Parzival ist die Erlösergestalt im Gralsmythos.

### Jugend und ritterliche Erziehung Parzivals (Buch III–IV)

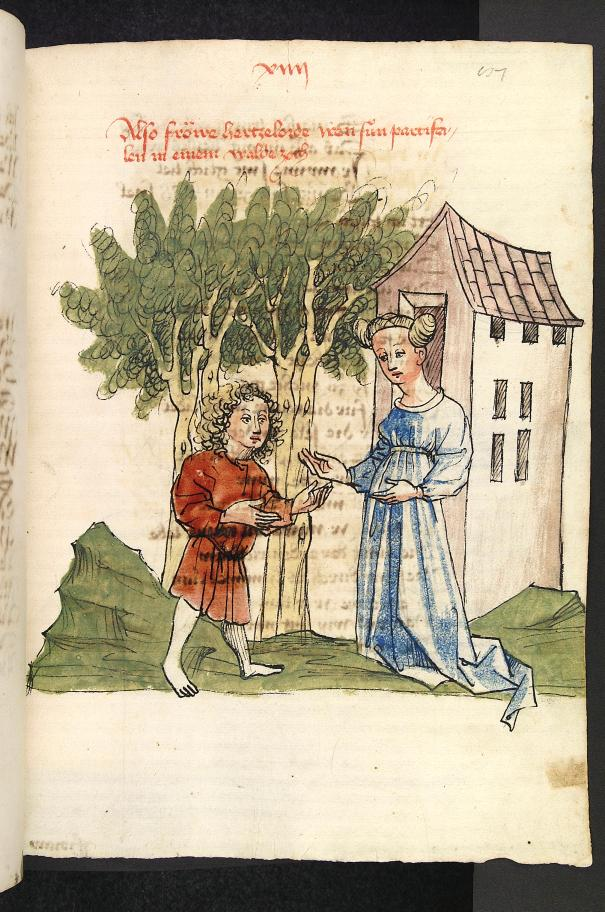
Herzeloyde und Parzival im Wald von Soltane (UB Heidelberg, Cod. Pal. germ. 339, fol. 87r)

### Parzivals Versagen in der Gralsburg – Aufnahme in die Tafelrunde (Buch V–VI)

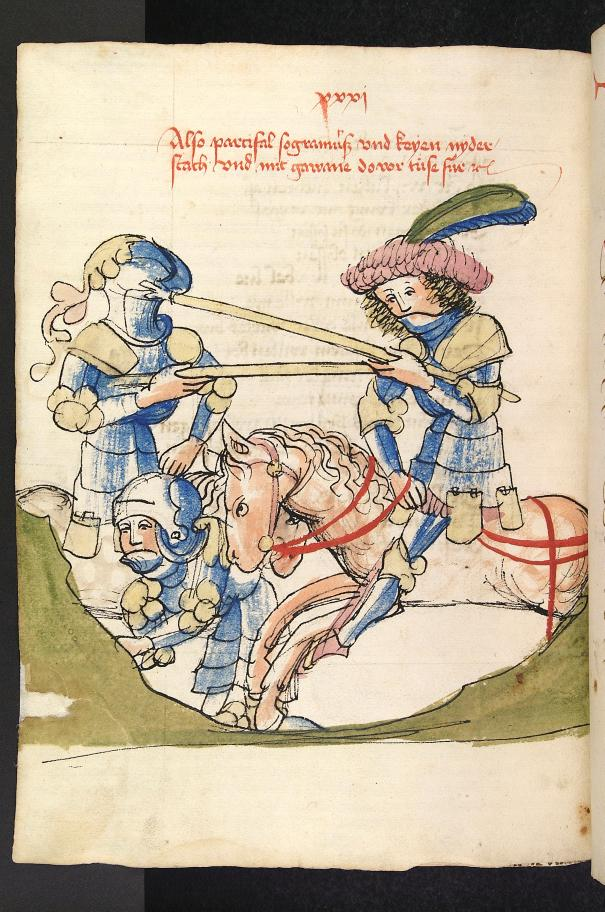
Parzival hat Segramors besiegt und kämpft mit Keye (UB Heidelberg, Cod. Pal. germ. 339, fol. 208v)